# 尼埃伊苏费
尼埃伊苏费（法語：Nueil-sous-Faye，法語發音：[nɥɛj su fɛ]，意为“费下方的尼埃伊”）是法国新阿基坦大区维埃纳省的一个市镇，属于沙泰勒罗区。

## 地理
尼埃伊苏费（46°58'45"N, 0°16'47"E）面积15.99 平方千米，位于法国新阿基坦大区维埃纳省，该省份为法国中西部省份，北起曼恩-卢瓦尔省和安德尔-卢瓦尔省，西接德塞夫勒省，南至夏朗德省，东南接上维埃纳省，东临安德尔省。
与尼埃伊苏费接壤的市镇（或旧市镇、城区）包括：布赖苏费、代尔塞、莫莱、普昂、普兰赛、塞里尼。

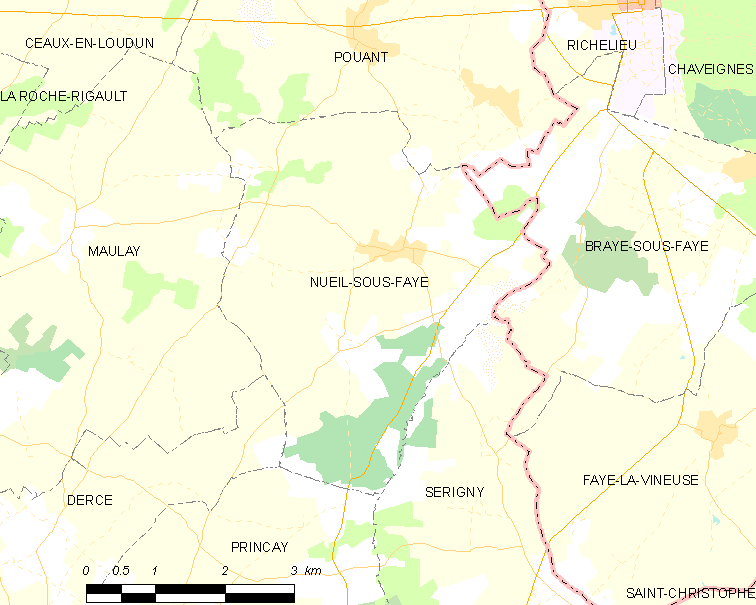
尼埃伊苏费的OSM定位图

尼埃伊苏费的时区为UTC+01:00、UTC+02:00（夏令时）。

## 行政
尼埃伊苏费的邮政编码为86200，INSEE市镇编码为86181。

## 政治
尼埃伊苏费所属的省级选区为卢丹县。

## 人口

1962-2008年间尼埃伊苏费人口变化图示

尼埃伊苏费于2022年1月1日时的人口数量为218人。